# Broken Smile (My All)
«Broken Smile (My All)» — песня американского рэпера Lil Peep с его посмертного альбома Come Over When You’re Sober, Pt. 2 (2018). Песня была спродюсирована Диланом Купером, IIVI и Smokeasac и написана Джейсоном Пебуортом, Джоном Шейвом, Диланом Купером, Джорджем Астасио, Smokeasac и Lil Peep. 10 ноября 2023 года вышел альбом Come Over When You’re Sober, Pt. 2 (og version), в котором вошли почти все оригинальные версии песни, в том числе и Broken Smile

## Композиция
«Broken Smile (My All)» состоит из двух других песен Пипа — «Broken Smile» и «UNBREAKABLE» при участии Craig Xen. Тема песни содержит размышления о разбитом сердце и наркомании.

## Творческая группа
По данным Genius.
- Lil Peep — ведущий исполнитель, автор песни
- Джейсон Пебуорт — автор песни
- Джон Шейв — автор песни
- Дилан Купер — автор песни, продюсер, инженер, программист
- Джордж Астасио — автор песни, программист
- Smokeasac — автор песни, продюсер, программист
- IIVI — продюсер
- Джейсен Джошуа — миксинг-инженер
- Крис Атенс — мастеринг-инженер
- Джейкоб Ричардс — ассистент инженера
- Майк Сиберг — ассистент инженера
- Рашон МакЛин — ассистент инженера

## Чарты
| Чарт (2018)             | Высшая позиция |
| ----------------------- | -------------- |
| Чехия (IFPI)            | 33             |
| Новая Зеландия (NZ Hot) | 8              |
| Словакия (IFPI)         | 27             |